# Cultura LGBT en Honduras
La cultura LGBT en Honduras comprende las diferentes manifestaciones artísticas y de ocio existentes en el país cuyo enfoque es la diversidad sexual o que incluyen la participación de personas LGBT.

## Cine
Entre los cineastas hondureños que abordan temáticas LGBT en sus películas destaca William Reyes, quien en 2018 ganó un premio en el Festival Internacional de Cortos El Heraldo por su cortometraje documental Victoria, que sigue la historia de una mujer transgénero hondureña llamada Vicky Rodríguez. El filme continuó ganando reconocimientos al año siguiente y fue notorio por mostrar en el escenario internacional la realidad de las personas LGBT de sectores rurales del país. En 2025, Reyes estrenó su primer largometraje, Eva, que sigue la historia de una mujer trans  amante del baile que intenta reconstruir su relación con su hijo, cuya madre murió durante su nacimiento.
Además de las películas de Reyes, se han estrenado en el país varios otros cortometrajes y documentales centrados en personas LGBT. Como ejemplo está el corto 21, estrenado en 2012 por el director Tomás Chi. En 2019, la revista Vice estrenó el cortometraje documental Caravana Diversa: Huyendo de Centroamérica por ser LGBT+, que muestra la travesía de un joven LGBT hondureño que se marcha del país para escapar de la violencia. Otro corto documental es 28 de junio: Vicky vs Honduras, estrenado en 2022 y que recuenta el asesinato de la activista LGBT Vicky Hernández en 2009. El documental neerlandés M/F/X (2019), por su lado, incluye la historia de tres personas trangénero de distintos países, entre ellas una de Honduras.

## Literatura
Entre los autores hondureños que han abordado la diversidad sexual en sus obras destaca Armando Méndez Fuentes, escritor gay que migró a Estados Unidos en 1953 y de quien la mayoría de obras permanecieron inéditas durante décadas. En 1966, Méndez Fuentes publicó en Tegucigalpa su primer poema de carácter homoerótico, que llevaba como título «Cuando tú regreses» y que contaba con versos como los siguientes:

...¡Amado mío, cuando tú regreses celebraremos una gran fiesta de amor....!
Iremos descalzos sobre los verdes campos alfombrados de pino, hierba y hojas secas.
Recogeremos flores perfumadas y haremos lindas guirnaldas para nuestros cuellos.
Tú me coronarás y yo te coronaré con los lotos rojos y rosas blancas como en las antiguas fiestas romanas...

A finales de la década de 1960, Méndez Fuentes planeaba publicar un poemario homoerótico titulado Lotos del pantano. No obstante, desistió de la idea luego de pedirle al poeta Claudio Barrera que escribiera un prólogo para la obra y que este le respondiera, al enterarse del contenido del libro, con un poema insultante en que lo tildó de «bestia apocalíptica». Méndez Fuentes nunca publicó su libro y posteriormente quemó muchos de sus poemas.
La segunda mitad del siglo XX vio además la aparición del poeta Edilberto Cardona Bulnes, quien fue rechazado por el medio cultural hondureño debido a su sexualidad y su posición económica baja. Aunque, en general, Cardona Bulnes ocultó su sexualidad en su poesía, referencias a la misma aparecen en obras como Los interiores (1973), donde la voz poética habla de un  «amor innombrable» y expresa la amenaza del mundo exterior y la necesidad de encontrar un refugio interno. En Jonás, fin del mundo o líneas en una botella (1980), poemario recordado por la desaparición de cuatro mil ejemplares del mismo en la aduana hondureña, las relaciones homoeróticas hallan un escape por medio de figuras mitológicas, a pesar de la presencia constante del silencio como forma de ocultar la razón proscrita detrás del dolor que embarga al poeta. Otro caso similar al de Cardona Bulnes de un poeta local de la época que fue rechazado por su homosexualidad fue el de Rafael Heliodoro Valle, quien fue más directo al responder a los insultos en su contra.
El siglo XXI inició con la publicación del poemario Quizás la sangre, de Amanda Castro, que representó la salida del armario literaria de Castro como mujer lesbiana, aunque el tema ya había sido esporádicamente abordado en obras previas. Años más tarde surgió Néstor Ulloa, quien en su poemario Salir del cuerpo (2021) exploró la dificultad de ser una persona abiertamente LGBT en una sociedad como la hondureña.
Otros escritores LGBT de décadas recientes incluyen a Ju Puello, poeta transmasculino dominicano que emigró a Honduras, y Teddy Baca, quien ha recopilado en libros sus escritos sobre temas como la bisexualidad en la cultura y la representación LGTBIQ+ en Honduras.

## Transformismo

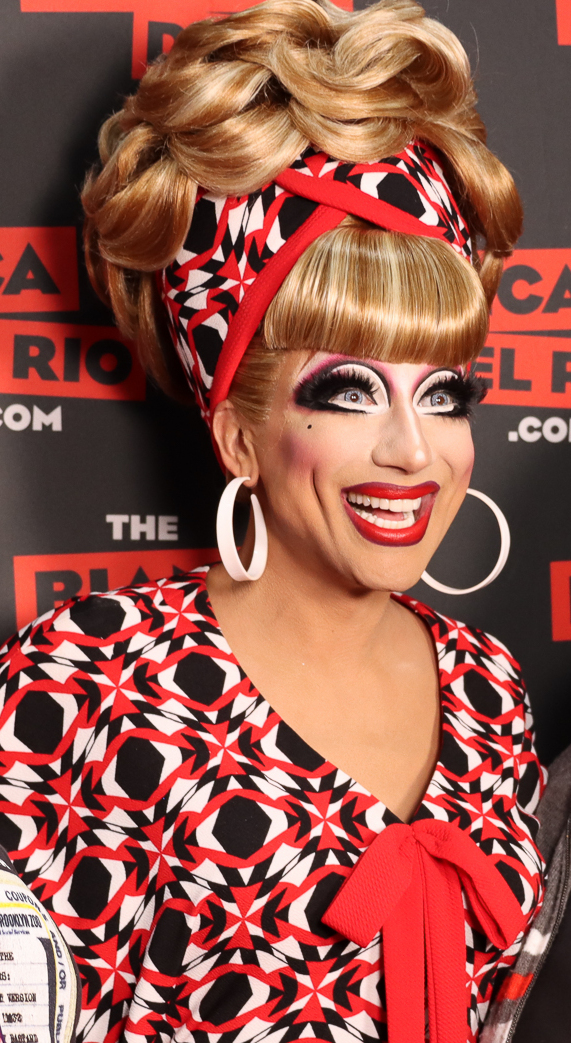
Bianca Del Rio, drag queen de ascendencia hondureña.

La escena transformista y de arte drag emergió en Tegucigalpa durante las décadas de 1980 y 1990, en medio del ambiente de libertad que se vivía tras el fin de los gobiernos militares de años anteriores. Durante las décadas siguientes, era común que eventos de transformismo se realizaran con cierta regularidad en varios bares y discotecas de la ciudad. Esto cambió con el inicio de la pandemia de COVID-19 en 2020, que golpeó de forma particularmente dura a la escena del drag y redujo de forma considerable las presentaciones transformistas. En estos años, la discoteca Imperio Dubái era una de las únicas en que se realizaban eventos transformistas con regularidad, aunque la misma cerró sus puertas de forma definitiva en mayo de 2022.
En 2023, se llevó a cabo en la capital la primera edición del certamen Miss y Míster Universal, concurso de transformismo que reunió a participantes a nivel internacional y que se desarrolló en las instalaciones del Hotel Excelsior, luego de que las autoridades locales se negaran a dejar realizarlo en el Teatro Nacional Manuel Bonilla, por no considerar que la actividad fuera un evento «cultural».
Entre las drag queens reconocidas de origen hondureño se encuentra Bianca Del Rio, artista estadounidense de ascendencia hondureña y cubana que en 2014 se convirtió en la primera drag queen latina en ganar una edición del programa de telerrealidad RuPaul's Drag Race, al imponerse en su sexta temporada.

## Otras expresiones culturales
La televisión hondureña ha visto la aparición de algunas figuras abiertamente LGBT en años recientes. Entre ellas está Facundo Caballero, que tuvo su debut televisivo como participante en 2015 del programa Calle 7 Honduras. Posteriormente entró a trabajar como presentador al canal TV Azteca Honduras y actuó en la película El hombre se ha vuelto loco (2024). Otras personalidades de la televisión y el periodismo son Shantal Munguia, primera mujer transgénero en graduarse de periodista en la Universidad Nacional Autónoma de Honduras, y Santi Carbajal, presentadora de televisión que conducía un programa de variedades llamado La Galaxia de Santi y que fue asesinada en 2019.